# Чивитавеккья
Чивитаве́ккья (итал. Civitavecchia) — город в центральной Италии на Тирренском море. Находится в области Лацио в провинции Рим, в 80 километрах к северо-западу от столицы. Город является морским портом Рима. Население — 50 570 (по оценке 2010 года).
Название означает древний город.
Покровительницей города почитается святая Фирмина из Амелии, празднование 28 апреля.

## История
В древности на территории современного города существовало этрусское поселение. У этруска из Чивитавеккьи (образец R473, 700—600 лет до н. э.) определены митохондриальная гаплогруппа H и Y-хромосомная гаплогруппа J2b2a-L283>CTS6190.
Впервые известен под именем Центум Целлы (лат. Centum Cellae) из письма Плиния Младшего (107 н. э.), как место где располагалась вилла императора Траяна. Происхождение названия является спорным: есть предположение, что речь может идти о centum (лат. 100) — о залах на вилле императора. К 110 году завершается строительство римского порта.
В 1934—1938 годах здесь действовала морская школа «Бейтар».

## Экономика

### Транспорт
Чивитавеккья является важным транспортным узлом. Из порта отправляются паромы на остров Сардиния, а также круизные лайнеры по Средиземному морю. До Рима можно добраться на пригородном поезде.

## Города-побратимы
- Магас, Россия
- Амелия, Италия
- Вифлеем, Государство Палестина
- Исиномаки, Япония
- Наньтун, КНР
- Тиват, Черногория

## Достопримечательности

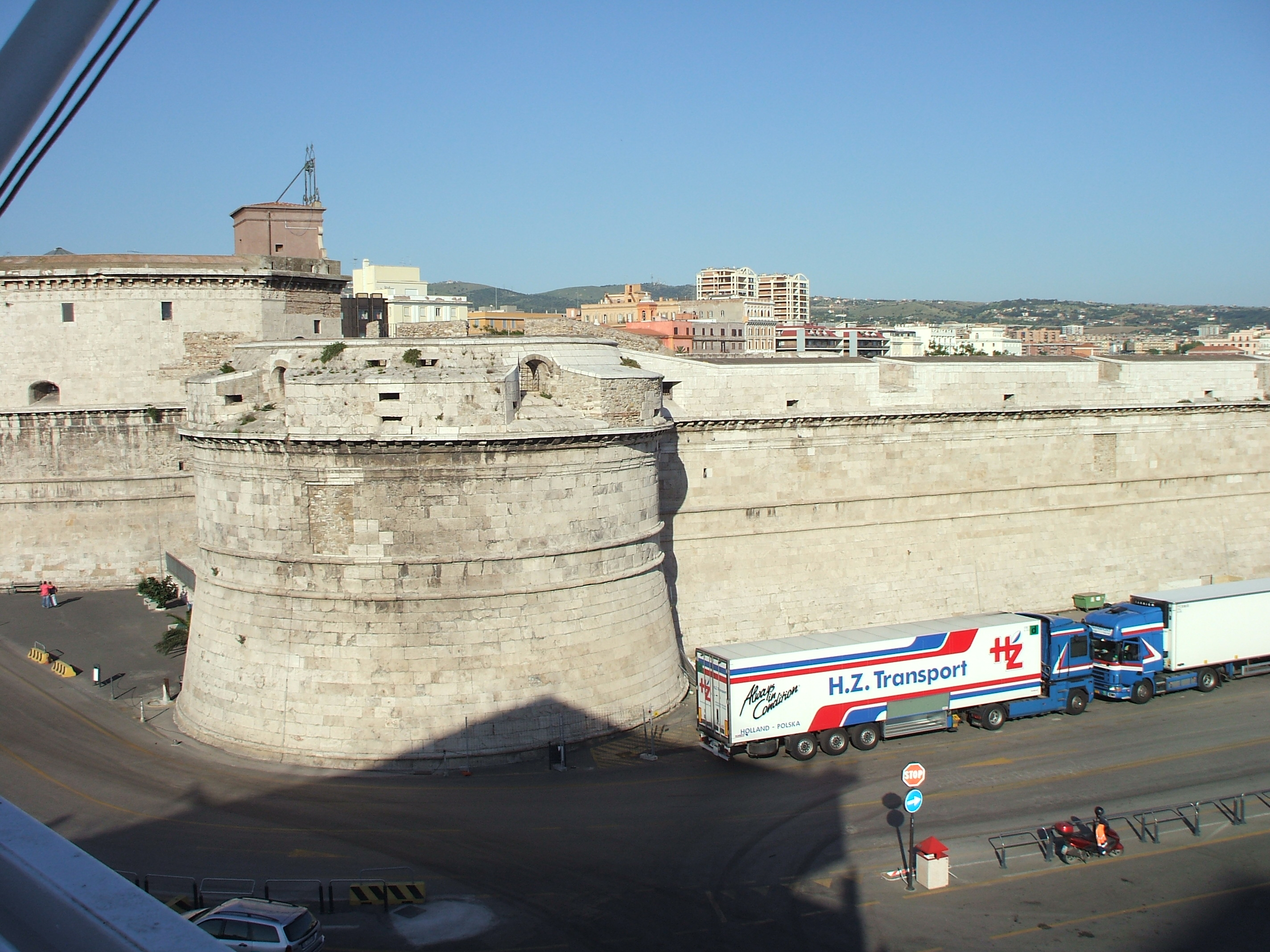
Форт Микеланджело в порту.

- Форт Микеланджело (итал. Forte Michelangelo), XVI век
- Стена Урбана VIII (итал. Muraglione di Urbano VIII)
- Собор Святого Франциска (итал. Cattedrale di San Francesco)

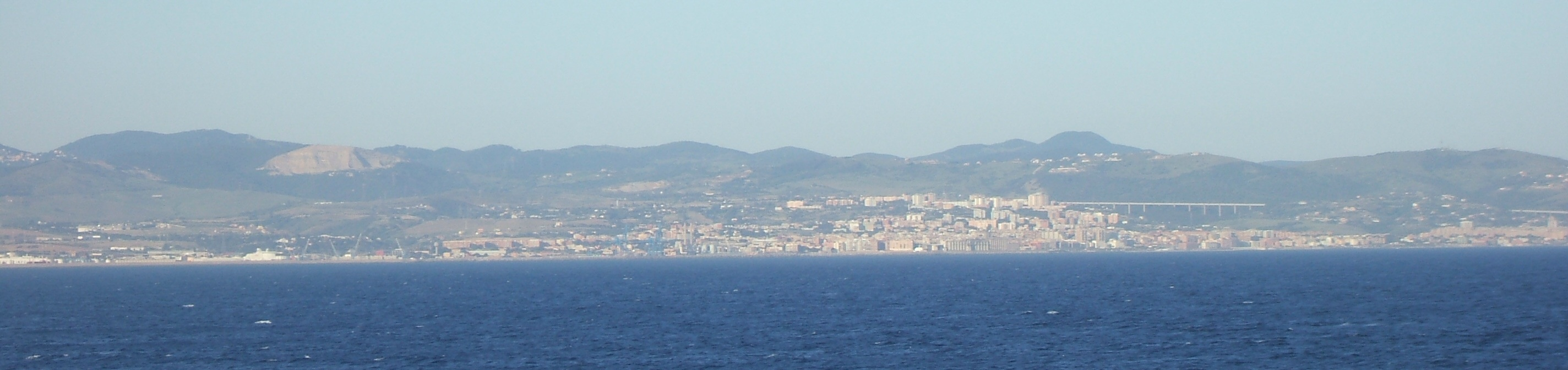
Вид на город с моря

## Известные уроженцы
- Марко Бруско[итал.] (род. 1947) — итальянский адмирал.